# Robinson 2019
Robinson 2019, även kallad Robinson Fiji, är den 18:e säsongen av svenska Expedition Robinson. Säsongen spelades in på Fijiöarna. Säsongen började sändas den 17 mars 2019 på TV4 och är den nionde säsongen producerad av TV4. Programledare är Anders Öfvergård. I anslutning till programmet sändes TV-programmet "Robinson - Gränslandet" där deltagare som åkt ut under säsongen fick en chans att ta sig tillbaka till den ordinarie tävlingen.

## Deltagare
Nedan listas de 22 deltagarna i Robinson 2019, efter slutplacering.
- ‡ = Deltagaren tog sig till sammanslagningsmomentet
- ∞ = Deltagaren tog sig vidare till finalveckan
- ¶ = Deltagaren tog sig vidare i tävlingen genom Gränslandet eller Utposten
- ≠ = Deltagaren valde att frivilligt avsluta sin medverkan

| Namn                        | Ålder | Stad        | Yrke                        | Personlig sak | Lag         | Slutplacering |
| --------------------------- | ----- | ----------- | --------------------------- | ------------- | ----------- | ------------- |
| Carl Hamilton ≠             | 28    | London      | Jurist                      | Cyklop        | Syd         | 22            |
| Birgitta Hoffmann ≠         | 43    | Göteborg    | Platschef                   | Sovmask       | Nord        | 21            |
| Anna Wemlert                | 43    | Skurup      | Hopptränare/ridsport        | Balsnöre      | Syd         | 20            |
| Cathrine Hardenborg         | 48    | Stockholm   | Egen företagare             | Tandborste    | Gränslandet | 19            |
| Adnilson Costa Da Cruz      | 27    | Västervik   | Industriarbetare            | Kudde         | Syd         | 18            |
| Åsa Engström                | 28    | Stockholm   | Modellbokare                | Ståltråd      | Syd         | 17            |
| Suzana Dahlhjelm            | 55    | Linköping   | Fastighetsmäklare           | Rep           | Nord        | 16            |
| Lucas Crespo Peñaloza ‡     | 25    | Stockholm   | Säljare                     | Tandkräm      | Syd         | 15            |
| Sophie Hanson ‡ (≠)         | 30    | Los Angeles | Kapitalförvaltare           | Tandtråd      | Nord        | 14            |
| Niclas "Nick" Söderblom ‡ ¶ | 53    | Kungsbacka  | Livsentreprenör             | Rep           | Gränslandet | 13            |
| Anna Dahlbom ‡              | 21    | Malmö       | Kost- och träningsrådgivare | Sporttejp     | Nord        | 12            |
| Sebastian Larsson ‡ ¶       | 31    | Göteborg    | Platschef                   | Rep           | Nord        | 11            |
| Peter Feuk ¶                | 59    | Åseda       | Byggnadsarbetare            | Hudlotion     | Nord        | 10            |
| Mathias Kristoffersson ¶    | 43    | Borgafjäll  | Renskötare                  | Nylonsnöre    | Laglös      | 9             |
| Robert Åhrman ‡ ¶           | 46    | Kinna       | Säljare                     | Filt          | Nord        | 8             |
| Tobias Bjurmark ‡           | 27    | Stockholm   | Läkarstudent                | Hårborste     | Nord        | 7             |
| Jannika Navjord ‡ ∞ ¶       | 43    | Stockholm   | Ordningsvakt                | Fickkniv      | Laglös      | 6             |
| Linn Lund ‡ ∞               | 28    | Arvesund    | Virkesköpare                | Sarong        | Syd         | 5             |
| Bonnie Almerstedt ‡ ∞       | 45    | Stockholm   | Lärare                      | Pincett       | Syd         | 4             |
| Emilio Strukelj ‡ ∞         | 27    | Göteborg    | Boendepedagog               | Våtservetter  | Syd         | 3             |
| Fia Grönborg ‡ ∞            | 22    | Stockholm   | Marknadskoordinator         | Fotboll       | Syd         | 2             |
| Klas Beyer ‡ ∞              | 30    | Umeå        | Byggnadsingenjör            | Öronproppar   | Nord        | 1             |